# Скидан, Владимир Васильевич
Владимир Васильевич Скидан (1858 — 1930) — общественно-политический деятель. Глава Кубанской Военной Рады. Член Кубанского правительства. Член РУП.

## Биография
Родился в 1858 году в семье дьякона. Окончил Кубанскую военную гимназию.
Учился в Киевском университете, был отчислен в 1878 году за участие в студенческом движении. В 1878 году поступил в Харьковский университет но вскоре за хранение революционной литературы был арестован.
30 мая 1879 года выслан в Шенкурск под наблюдение полиции.
В 1881 году поступил в Казанский университет, откуда был исключен за политическую неблагонадежность.
После поступления в Новороссийский университет (Одесса) снова арестован и выпущен под гласный надзор полиции.
Пребывая под негласным надзором полиции, в 1887 году окончил Новороссийский университет. После этого работал.
В мае 1889 года стал секретарем Ейской городской думы, с сентября 1905 года — директором народных училищ Кубани.
В 1906 году издавал журнал «Кубанская школа».
В апреле 1917 года возглавил Кубанскую Военную Раду.
С апреля по сентябрь 1917 года — член Временного Кубанского военного правительства, с 19 января 1918 по 5 мая 1919 года — член кубанского правительства, где заведовал отделом народного образования.